# Премниц
Премниц (њем. Premnitz) град је у њемачкој савезној држави Бранденбург. Једно је од 26 општинских средишта округа Хафеланд. Према процјени из 2010. у граду је живјело 9.249 становника. Посједује регионалну шифру (AGS) 12063244.

## Географски и демографски подаци
Премниц се налази у савезној држави Бранденбург у округу Хафеланд. Град се налази на надморској висини од 30 метара. Површина општине износи 45,4 km². У самом граду је, према процјени из 2010. године, живјело 9.249 становника. Просјечна густина становништва износи 204 становника/km².

## Међународна сарадња
| Мјесто | Држава    | Врста сарадње | Од    |
| ------ | --------- | ------------- | ----- |
|        | Француска | партнерство   | 1967. |
| Извор  |           |               |       |